# Moritzia ciliata
Moritzia ciliata är en strävbladig växtart som först beskrevs av Adelbert von Chamisso, och fick sitt nu gällande namn av Dc. och Carl Daniel Friedrich Meisner. Moritzia ciliata ingår i släktet Moritzia och familjen strävbladiga växter. Inga underarter finns listade i Catalogue of Life.